# HMS Caesar (1793)
HMS Caesar (Корабль Его Величества «Цезарь») — 80-пушечный линейный корабль третьего ранга. Первый корабль Королевского флота, названный HMS Caesar, в честь древнеримского полководца и политического деятеля Юлия Цезаря. Был разработан сэром Эдвардом Хантом, и был единственным судном своего типа. Более того, он принадлежал к очень редкому для англичан типу 80-пушечных кораблей, которых в тот период было построено всего два (вторым был HMS Foudroyant). Заложен 24 января 1786 года. Спущен на воду 16 ноября 1793 года на королевской верфи в Плимуте. Принял участие во многих морских сражениях периода Французских революционных и Наполеоновских войн, в том числе в Славном первом июня, Сражении в заливе Альхесирас, Гибралтарском ночном сражении и в Битве у мыса Ортегаль.

## Служба

### Французские войны
Весной 1794 года Caesar, под командованием капитана Энтони Моллоя, вместе с Флотом Канала вышел в море на перехват важного 
французского конвоя с зерном из Северной Америки. Найдя 5 мая французский флот все еще в Бресте, эскадра повернула в Атлантику, с намерением встать между конвоем и его будущим охранением. 28 мая фрегаты лорда Хау обнаружили французский флот, но те оказались с наветра, так что британцам было затруднительно принудить их к бою. 
29 мая Хау попытался с подветра прорвать французскую линию. С дюжину британских кораблей, в том числе и Caesar, вступили с 
серьезную перестрелку, и хотя некоторые имели повреждения, ни один не нуждался в помощи верфи, все остались в строю. Caesar 
получил незначительные повреждения такелажа и потерял 3 человека убитыми и 19 ранеными. Иначе обстояло у французов: 
нескольким пришлось вернуться в Брест, но их заменили 5 кораблей Нейи, которым повезло найти свой флот на следующий день .
1 июня оба флота сформировали линию на расстоянии 6 миль друг от друга. План адмирала, доведенный, как у него заведено, до всех 
капитанов, состоял в том, чтобы каждый из кораблей прорезал линию в своем месте, повернул параллельно ей и вступил в бой с 
подветра, дабы предотвратить бегство любых поврежденных французов. Caesar был первым кораблем британской колонны и почти 
не принимал участия в ближнем бою. Капитан Моллой полностью проигнорировал сигнал Хау и продолжал двигаться дальше, как 
будто британская колонна следовала за ним, а не атаковала французский флот. Затем Ceasar участвовал в короткой перестрелке с ведущим французским кораблем Trajan, но его огонь почти не повредил французу, в то время как Trajan нанёс серьезный урон такелажу Caesar, а после этого атаковал Bellerophon. На борту Ceasar 14 человек погибло и 53 получили ранения . 

### Наполеоновские войны
В 1800 году Ceasar под командованием капитана Джеймса Сумареса участвовал в блокаде Бреста. В 1801 году Сумарес был произведен в контр-адмиралы синей эскадры и Ceasar стал его флагманом. В составе малой эскадры он следил за испано-французским флотом в Кадисе. 
6 июля 1801 года Ceasar вместе с еще 5 линейными кораблями атаковал на Альхесирасском рейде французскую эскадру под 
командованием контр-адмирала Линуа. Хотя англичане нанесли серьезные повреждения всем трем французским линейным кораблям, никто ни один из них не был захвачен, и англичане вынуждены были отступить, оставив севший на мель Hannibal на произвол судьбы. В 2 часа дня Hannibal сдался. В сражении Ceasar был сильно повреждени потерял 15 человек убитыми и 25 ранеными, в том числе погиб и штурман корабля, Уильям Грейв, который был похоронен на Трафальгарском кладбище в Гибралтаре .

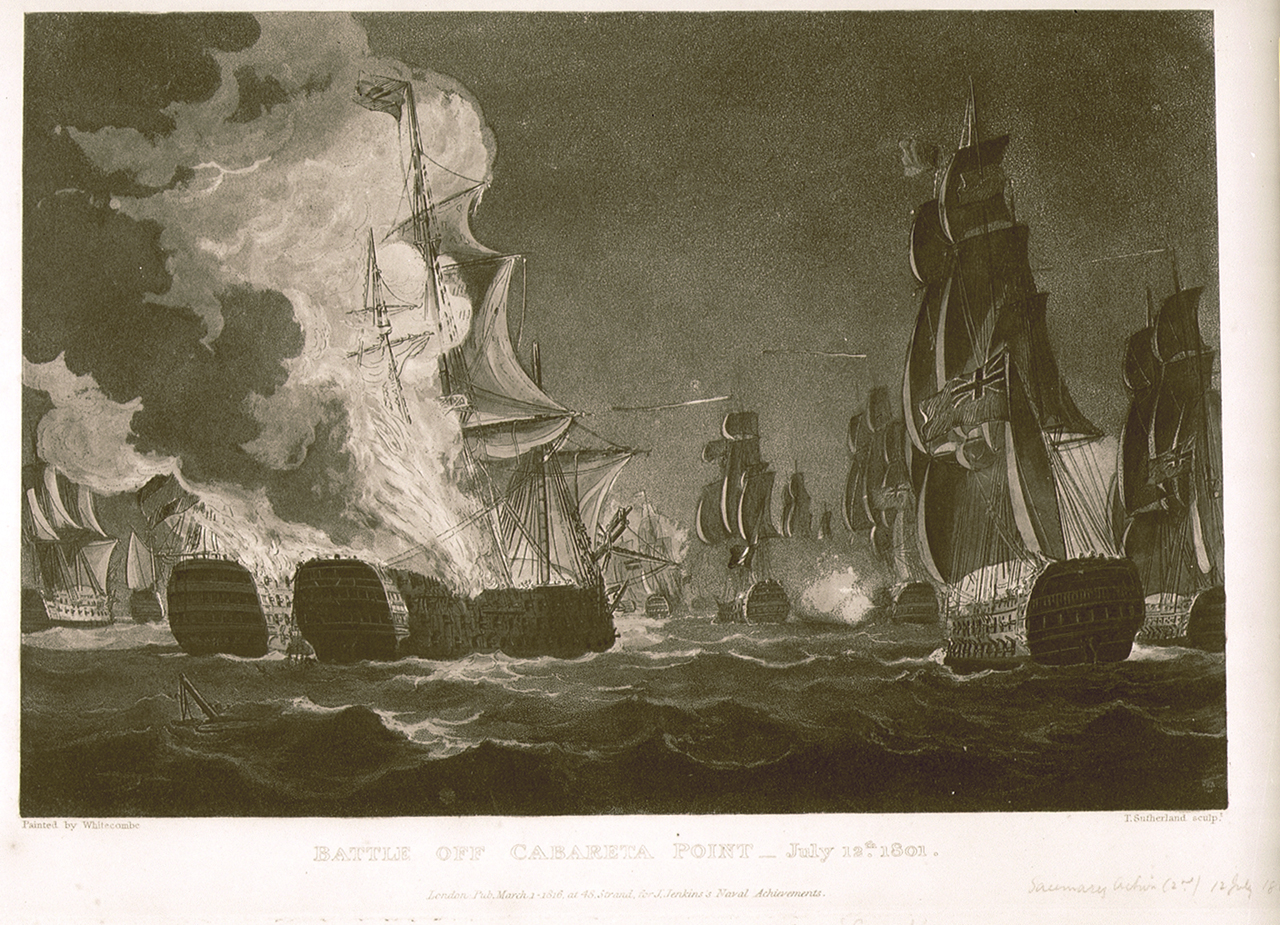
Два горящих испанских 112-пушечника после нападения Сумареса

Потерпев поражение на рейде города Альхесирас, Сумарес ночью с 12 на 13 июля 1801 года вновь атаковал эскадру контр-адмирала Линуа, которая к тому времени соединилась с испанской эскадрой из пяти линейных кораблей, под командованием вице-адмирала Хуана де Морено. На этот раз удача оказалась на стороне англичан: в результате сражения был захвачен один французский корабль, а 2 испанских 112-пушечных корабля, приняв в темноте друг друга за неприятеля, свалились и вместе взлетели на воздух. Адмирал Линуа, прекрасно проведший Альхесираский бой, теперь не мог предотвратить овладевшего союзным флотом замешательства, так как по настоянию главнокомандующего, адмирала Морено, находился на испанском корабле. Ceasar находился в арьергарде британской эскадры и не принимал активного участия в битве .
3-4 ноября 1805 года в качестве флагмана коммодора Ричарда Стрэчена принял участие в сражении у мыса Ортегаль между 
британской эскадрой Стрэчена и французской эскадрой контр-адмирала Пьера Дюмануара. Французская эскадра состоявшая из 4-х линейных кораблей: Formidable, Scipion, Duguay-Trouin и Mont Blanc представляла собой остатки эскадры адмирала Вильнева, сумевшие во время Трафальгарской битвы избежать уничтожения и ускользнуть на просторы океана. Однако их самостоятельное крейсерство оказалось недолгим. Французская эскадра была перехвачена примерно равной по силе британской эскадрой в составе 4-х линейных кораблей: Caesar, Hero, Courageux, Namur и четырёх фрегатов. После многочасовой погони британцы смогли догнать французскую эскадру и вступили в бой. В результате ожесточенного сражения все четыре французских линейных корабля были вынуждены сдаться. На борту Caesar 4 человека погибли и 25 получили ранения . 
23 февраля 1809 года Ceasar в качестве флагмана контр-адмирала Роберта Стопфорда принял участие в сражении у Ле-Сабль-д’Олона. Британская эскадра из трёх линейных кораблей (Ceasar, Defiance и Donegal) атаковала три французских фрегата (Cybèle, Italienne и Calypso), которые укрылись под защитой береговых батарей у города Ле-Сабль-д’Олон. Из-за небольшой глубины моря британские корабли не смогли вплотную подойти к противнику и были вынуждены вести огонь с расстояния в полкилометра. Тем не менее их огонь нанес французам значительные повреждения и вынудил два фрегата выброситься на берег. Хотя считается, что бой окончился победой французов, все три фрегата поличили настолько серьезные повреждения, что один из них, Cybèle, пришлось отправить на слом, а два других были проданы на торговый флот. В этой операции Ceasar потерь не понес .
В апреле 1809 года в составе эскадры Стопфорда принял участие блокаде французского флота на Баскском рейде. 12 апреля, когда британцы вступили в бой с французским флотом, Ceasar тоже попытался атаковать противника, но сел на мель Байярд .
В 1814 году Ceasar был преобразован в плавучую базу, и оставался ею до 1821 года, когда был отправлен на слом и разобран .